# Черчилл (водопад)
Че́рчилл — водопад высотой 75 м на реке Черчилл в провинции Канады Ньюфаундленд и Лабрадор. После сооружения в 1971 году гидроэлектростанции Черчилл-Фолс, река была полностью отведена для производства электроэнергии. С тех пор водопад Черчилля фактически не существует как водопад большее время года.
Река, водопад и ГЭС названы в честь британского премьер-министра У. Черчилля.

## Основные сведения

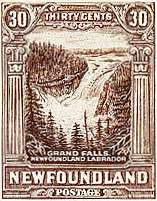
Изображение водопада на марке доминиона Ньюфаундленд, выпущенной в 1931

Первый европеец, который исследовал водопад Черчилл в 1839, был представитель Компании Гудзонова залива Д. Маклин. Маклин назвал реку «Гамильтон» в честь губернатора британской колонии Лабрадор того времени. Водопад был известен под именем «Большого водопада» (англ. "Grand Falls") до 1965, когда реке и водопаду были присвоены их современные названия в честь британского премьер-министра У. Черчилля середины XX века. В 1894 район реки исследовался канадским геологом А. П. Лоу в ходе поиска залежей руды в Лабрадоре и на северо-востоке Квебека.
Участок, где находится водопад Черчилл, характеризуется сужением русла реки до 61 м, которое начинается выше по течению на 6,4 км. После водопада река протекала по каньону Маклина длиной 19 км с большим количеством порогов. Общее падение Черчилла на участке длиной 25,4 км составляет 316 м, высота самого водопада 75 м.
До 1970 средний расход воды составлял около 1380 м³/с, сейчас бо́льшую часть года вода в нём отсутствует и водопад действует только в короткие периоды сильных осадков.